# Isa Duque
Isa Duque, conocida como la Psico Woman, (Zaragoza, 1985) es una psicóloga y sexóloga feminista española. Su proyecto de divulgación Psico Woman fue reconocido en 2016 en los premios emprendimiento de Andalucía.

## Trayectoria
Duque se licenció en Psicología en la Universidad de Granada. Posteriormente, realizó un Máster en sexología, terapia sexual y género en el Instituto de Sexología Al-Ándalus, y otro en terapia familiar sistémica. Además, es experta en psicoterapia dinámica por la Universidad de Sevilla y cuenta con  multitud de formaciones en género, terapias corporales, trauma, metodologías educativas y psicología afirmativa LGTBQIA+. 
En el 2005, comenzó su labor de investigación y empezó a realizar talleres de igualdad de oportunidades y sexualidades en la Universidad de Granada. Al mismo tiempo, comenzó a colaborar con instituciones y diferentes colectivos en programas dirigidos a adolescentes, mujeres, comunidad educativa y profesionales de la psicología y sexología.
Como comunicadora y divulgadora, Duque creó en 2015 el canal Psico Woman en la plataforma YouTube con la intención de responder a necesidades que la juventud se plantea sobre cuestiones de salud emocional y género. Debido a la buena recepción de ese canal de vídeo, añadió otras redes sociales como Facebook e Instagram, con contenido educativo con perspectiva de género.
Compagina su actividad profesional clínica con talleres sobre educación sexual, ciberviolencias, coeducación, inteligencia emocional, prevención de violencias machistas, fomentos de buenos tratos y aceptación de la diversidad. Siguiendo esta línea de trabajo, en 2020, publicó con el Ayuntamiento de Andújar una guía didáctica dirigida a la comunidad educativa y titulada Conectar sin que nos raye, para sensibilizar y avanzar en la prevención y erradicación de la violencia de género.
Dos años después, en 2022, publicó el libro Acercarse a la generación Z. Una guía práctica para entender a la juventud actual sin prejuicios, con la editorial Zenith, en el que, apoyándose en datos y estudios, intenta romper estereotipos, analizando los defectos, virtudes y necesidades de la gente joven que integra la llamada Generación Z.
En 2024 publica el libro Sexualidades con la editorial Savanna Books y junto a la artista Lyona. Se trata de una guía para hacer frente bulos sobre sexualidad.

## Reconocimientos
En 2016, el proyecto Psico Woman fue reconocido por el Instituto Andaluz de la Juventud en los premios emprendimiento, en la categoría de Comunicación. Posteriormente, en 2018, recibió el premio Clara Campoamor otorgado por el Centro de Estudios Políticos y Constitucionales.

## Obra
- 2020 – Guía didáctica: Conectar sin que nos raye. Concejalía de Igualdad y Bienestar Social. Ayuntamiento de Andújar.
- 2020 – Acercarse a la generación Z: Una guía práctica para entender a la juventud actual sin prejuicios. Planeta. ISBN 9788408251774.[13]
- 2024 – Sexualidades: Guía inclusiva sobre sexo, placer, diversidad y consentimiento. Savanna Books. ISBN 9788412825428.